# Phragmotheca mammosa
Phragmotheca mammosa là một loài thực vật có hoa trong họ Cẩm quỳ. Loài này được W.S. Alverson miêu tả khoa học đầu tiên năm 1991.